# Atsuko Tanaka (seiyū)
Pour les articles homonymes, voir Atsuko Tanaka et Tanaka.
Atsuko Tanaka (en japonais : 田中 敦子, Tanaka Atsuko) est une seiyū (comédienne de doublage japonaise) née Atsuko Satō le 14 novembre 1962 à Maebashi (préfecture de Gunma) et morte le 20 août 2024.

## Biographie
Atsuko Tanaka naît le 14 novembre 1962 à Maebashi dans la préfecture de Gunma.
Elle meurt le 20 août 2024 à l'âge de 61 ans des suites d'une maladie,.

## Doublages

### Anime
- Devilman Crybaby : Sirene
- Utawareru mono : Karura
- Trigun : Claire
- Queen's Blade: Rurō no Senshi : Claudette
- Cowboy Bebop : Coffee
- Black Cat : Echidna
- Wolf's Rain : Jaguara
- Naruto Shippûden : Konan
- Umineko no Naku Koro ni : Kyrie Ushiromiya et Kasumi Sumadera
- Great Teacher Onizuka : la mère de Nanako
- JoJo's Bizarre Adventure Lisa Lisa
- Ghost in the Shell (film), Innocence : Ghost in the Shell 2 et Ghost in the Shell: Stand Alone Complex : Motoko Kusanagi
- Nyan koi! : Nyamsus
- Patlabor WXIII : Saeko Misaki
- Fushigi Yūgi : Soi
- Piano Forest : Namie Amamiya
- Parasyte : Reiko Tamura
- Ozma : Bainas
- Toaru Kagaku no Railgun : Kiyama Harumi
- Kingdom : Karin
- Jujutsu Kaisen : Hanami
- Détective Conan : Mary Akai et Chihaya Hagiwara
- Frieren : Flamme

### Jeu vidéo
- Fate/stay night : Caster
- Namco x Capcom : Chun-Li et Regina
- Street Fighter III: 3rd Strike - Fight for the Future : Chun-Li
- Dirge of Cerberus: Final Fantasy VII : Rosso
- Sakura Taisen 3 : Python
- Dissidia: Final Fantasy : Ultimecia
- Bayonetta 2 : Cereza
- The Last Remnant : Emma Honeywell
- NieR Replicant : Kaine
- NieR Gestalt: Kaine
- Super Smash Bros. for Nintendo 3DS / for Wii U : Bayonetta (version Bayonetta 2)
- Super Smash Bros. Ultimate : Bayonetta (version Bayonetta 2)
- League of Legends : Samira
- Fire Emblem: Awakening : Flavia
- Fire Emblem Heroes : Flavia et Juno
- NieR Reincarnation : Kaine
- NieR Replicant ver.1.22474487139...: : Kaine
- Final Fantasy XIV Online : Merlwyb Bloefhiswyn